# Casa de Saúd
La casa de Saúd (en árabe: بيت آل سعود‎, Bayt āl Sa‘ūd), o familia Saúd (en árabe: آل سعود‎, Āl Saʿūd), es la dinastía de la familia real de Arabia Saudita. Se compone de los descendientes de Muhammad bin Saúd I, fundador del primer Estado saudí, el Emirato de Diriyah. Tras él, siguió el Emirato de Néyed, el segundo Estado saudí, durante el siglo XIX, y el moderno Estado de Arabia Saudí, establecido en 1932, después de la unificación de la península arábiga llevada a cabo por Abdulaziz bin Saúd. A lo largo de los años, la familia Saúd ha entrado en conflicto en varias ocasiones con el Imperio otomano, el Jerife de La Meca, la República Árabe Unida, la República Islámica de Irán y la casa de Rashid de Hail.
La historia de la casa de Saúd ha estado marcada por el deseo de unificar la península de Arabia y promover lo que considera una visión del islam más pura y simple, aunque a menudo criticada por ser menos tolerante, representada por el wahabismo. La casa de Saúd está relacionada con el wahabismo mediante el matrimonio del hijo de Muhammad bin Saúd con la hija de Muhammad ibn Abd-al-Wahhab en 1744.
Aunque algunos han llegado a cuantificar el número de miembros de la familia en 25 000, la mayoría de las estimaciones sitúan la cifra en torno a los 7000, de los que los aproximadamente 200 descendientes del rey Abdulaziz ostentan casi todo el poder e influencia.

## Historia

### Orígenes
Los orígenes de la familia Saúd están en el centro de la península arábiga, en una época en la que diversas tribus se disputaban en luchas entre sí diversos territorios de la región del Néyed. El nombre de los Saúd procede de Saúd bin Muhammad bin Miqrin, padre de Muhammad bin Saúd. El primer registro que se tiene de él es por una campaña militar en la ciudad de Huraimila en 1685 y su reinado es probable que abarcase entre 1720 y 1725.

Bandera del primer Estado saudí

### Primer Estado saudí
En 1744, Muhammad ibn Abd al-Wahhab y Muhammad bin Saúd firman el pacto de Diriyah. En él, queda definido un programa basado en la unión del poder político con una visión conservadora del islam suní y que pretende unificar las diversas tribus de la península arábiga bajo un mismo emirato.
Durante los primeros años, la extensión de este emirato se circunscribió a la región del Néyed. Sin embargo, a partir de la década de 1780, la progresión territorial alcanzó las fronteras del Imperio otomano al sur de Irak y en la región de Hiyaz, haciendo que los Saúd, entonces encabezados por Abdulaziz bin Muhammad bin Saúd, comiencen a ser tenidos por una amenaza.
En 1802 tuvo lugar la batalla de Kerbala, ciudad santa para los musulmanes chiíes, en la que los wahabíes actuaron de forma sanguinaria. En este momento, el Imperio otomano, que envía su ejército desde Anatolia, se dio cuenta de la dificultad de combatir al ejército saudí en la que entonces era una de las provincias más alejadas del imperio.
Un año después, Abdulaziz fue asesinado y es sucedido por Saúd bin Abdulaziz, durante cuyo reino las fronteras saudíes alcanzaron su máxima extensión hasta la fecha, incluyendo las ciudades de La Meca y Medina y la región de Hiyaz. Es entonces cuando Mehmet Alí, líder egipcio al servicio del Imperio otomano, lanza una dura campaña contra las posiciones saudíes.
Muerto Saúd en 1814, es sucedido por Abdulah bin Saúd. La campaña avanza en favor de Mehmet Alí, retomando La Meca y Medina para el Imperio otomano. En 1818, tras un largo asedio, Abdulah rindió la ciudad de Diriya, capital del emirato, dando por terminado el primer Estado saudí.

Bandera del segundo Estado Saudí

### Segundo Estado saudí
El segundo Estado saudí consiguió una menor expansión territorial y no tuvo un componente religioso tan fuerte, aunque la doctrina oficial siguió siendo la wahabí. Tras diversas disputas por la jefatura del clan, Turki bin Abdalah expulsó a los egipcios en 1824 e intenta reconstruir el emirato desde Riad.
Sin embargo, durante los años que duró este segundo Estado saudí la amenaza de los otomanos hizo que fuera un reino muy convulso, particularmente por la rivalidad con la familia Al Rashid, que recibía apoyo otomano. Fáisal ibn Turki, emir después que Turki, fue capturado en varias ocasiones.
Tras la muerte de Fáisal en 1865, los cambios en el poder fueron constantes, así como la huida de población local debido a las malas condiciones. En 1891, el clan Rashid se hizo definitivamente con el control de Riad y los Saúd huyeron al desierto.

### Tercer Estado saudí

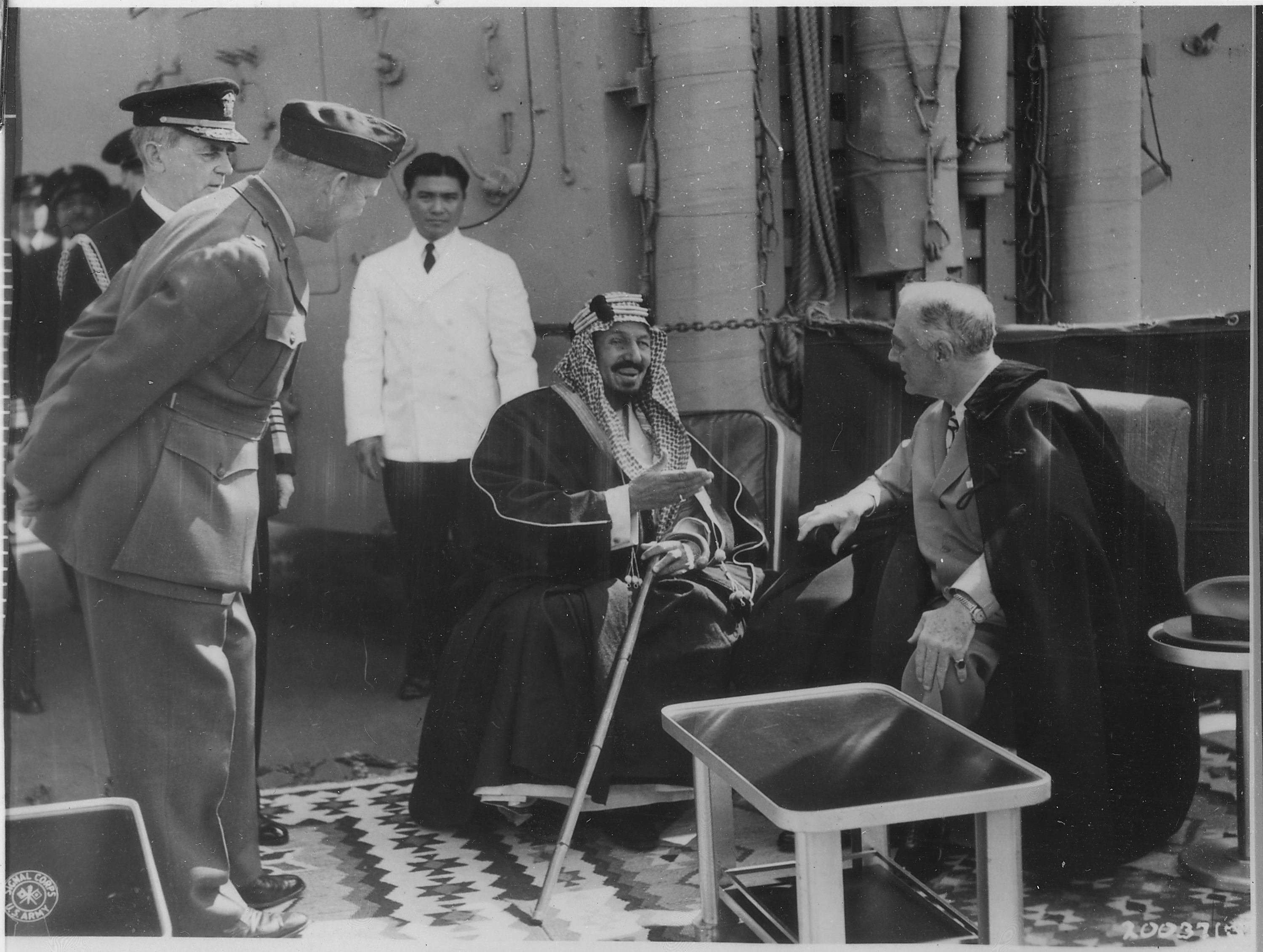
Ibn Saúd con Franklin D. Roosevelt en 1945

La tercera casa de Saúd es la que da origen al moderno reino de Arabia Saudí. En 1902, el hijo de Abd ul-Rahman bin Fáisal, conocido como Abdulaziz o Ibn Saúd, tomó la ciudad de Riad tras una larga pugna con el clan de los Rashid. Durante los años siguientes, Ibn Saúd continuó extendiendo su dominio por la península arábiga. Su ejército lo formaban los Ijwan, monjes-soldado que buscaban la purificación y la unificación del islam.
En poco más de veinte años, Ibn Saúd llevó a cabo un proceso de consolidación del reino saudí ejemplar en cuanto a construcción nacional. Entre 1902 y 1904 lideró una campaña por la que tomó gran parte de los territorios del Néyed. Sin embargo, la gran tarea de Abdulaziz consistió en persuadir a las tribus beduinas en unirse en torno a un solo reino.
En 1913 tomaron la región de Hasa, que los otomanos buscaban anexionar a su imperio, y en 1915 Ibn Saúd cerró un pacto estratégico con el Imperio británico. En él, los ingleses reconocían su reino y le concedían protección y armas a cambio de no interferir en sus intereses. Sin embargo, Ibn Saúd aprovechó estos recursos para extender su poder sobre el Hiyaz y tomar la ciudad de La Meca en 1924, entonces en manos del jerife Husáin. El 23 de septiembre de 1932, Ibn Saúd fundó oficialmente el reino de Arabia Saudí.
Durante los años 20 y 30 comenzó también el interés por la extracción de petróleo, que finalmente se inició en 1938 a través de una concesión, dando comienzo a una época donde la principal riqueza del país son sus recursos naturales.

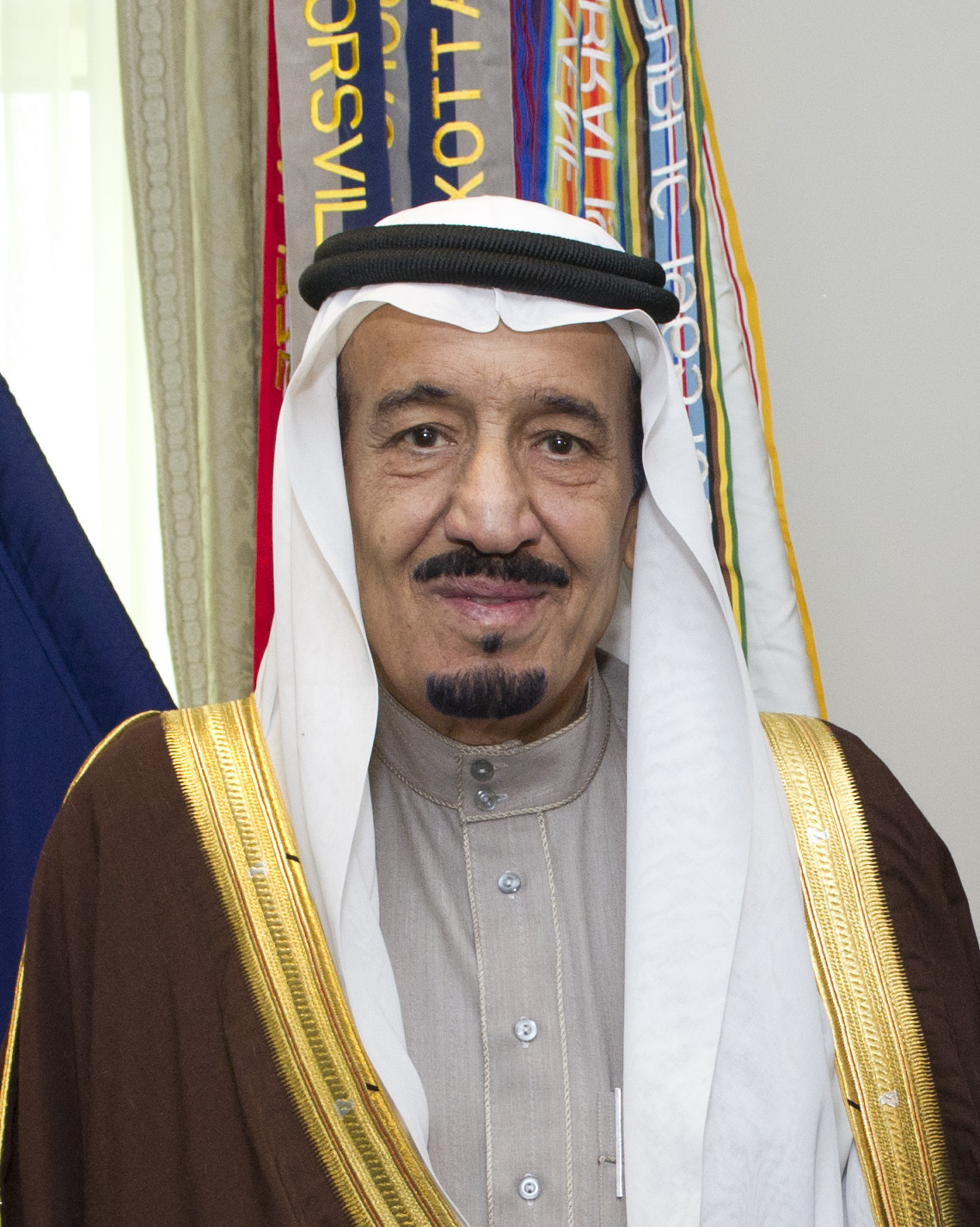
Salmán bin Abdulaziz, rey desde 2015.

En 1945, Ibn Saúd se reunió con el presidente estadounidense Roosevelt, estableciendo un acuerdo militar entre los dos países que supuso el inicio de unas relaciones muy estrechas entre ambos. En ese mismo encuentro, no obstante, quedó patente el desacuerdo de Ibn Saúd con la política de asentamientos judíos que se desarrollaba en Palestina.
En 1953, Ibn Saúd murió y fue sucedido por el rey Saúd, que creó diversos ministerios e hizo de Arabia Saudí un Estado con presencia internacional al hacer, por ejemplo, visitas oficiales a varios países. Al igual que su padre, las riquezas del petróleo se tomaron como riqueza de la familia Saúd, que llevaba una vida de lujo desbordado. En 1964, Fáisal sucedió al rey Saúd, que prometió mayor control sobre las finanzas del Estado, tras haber detentado el poder durante breves períodos los años anteriores. Fáisal invirtió en programas de agricultura, salud, educación y, sobre todo, en el ejército.
A raíz de las guerras de los Seis Días de 1967 y la del Yom Kippur de 1973, Fáisal dejó de lado la idea de no utilizar el petróleo como arma y subió los precios para presionar a las potencias occidentales. Como resultado, Arabia Saudí aumentó su riqueza y tomó conciencia de su influencia en los asuntos internacionales. La crisis del petróleo de 1973 fue también consecuencia de estas políticas, crisis que tuvo unas terribles repercusiones en Occidente.
En 1975, Fáisal fue asesinado y sucedido por su hermano Jálid. En 1979 tuvo lugar la toma de la Gran Mezquita. Fahd, hermano de Jálid, tomó medidas que cerraron aún más en la doctrina wahabí las leyes del país, con objeto de aplacar a los sectores más conservadores.
Fahd heredó la corona en 1982, tras la muerte de Jálid, pero ya había asumido responsabilidades de gobierno mucho antes. En 1995 sufrió un infarto y el gobierno fue asumido por el heredero Abdulah, que gozaba de mayor popularidad que sus predecesores. En 2001 tuvo lugar el atentado terrorista del 11 de septiembre, y debido a la nacionalidad saudí de Bin Laden y de la mayoría de los terroristas que participaron en el atentado, supuso un fuerte impacto a las relaciones entre el reino de Arabia Saudí y Estados Unidos. En 2005 murió Fahd y Abdullah se convirtió en rey. Durante su reinado se llevaron a cabo algunas reformas, notablemente educativas, y un tímido programa que pretende hacer al país menos dependiente del petróleo.
En 2015 Abdulah murió y fue sucedido por el actual rey de Arabia Saudí, Salmán.

## Riqueza
La riqueza estimada de la familia Saúd es de 112 mil millones de dólares, lo cual la convierte en una de las diez familias más ricas del mundo. Una fortuna hecha fundamentalmente a través de los beneficios que reporta la extracción y exportación de petróleo. Uno de los más notables millonarios de la familia Saúd es el príncipe Al-Walid, con una fortuna estimada de unos 20 000 millones de dólares (2014) e inversiones en negocios como News Corp, Citigroup o los hoteles Four Seasons.

## Oposición

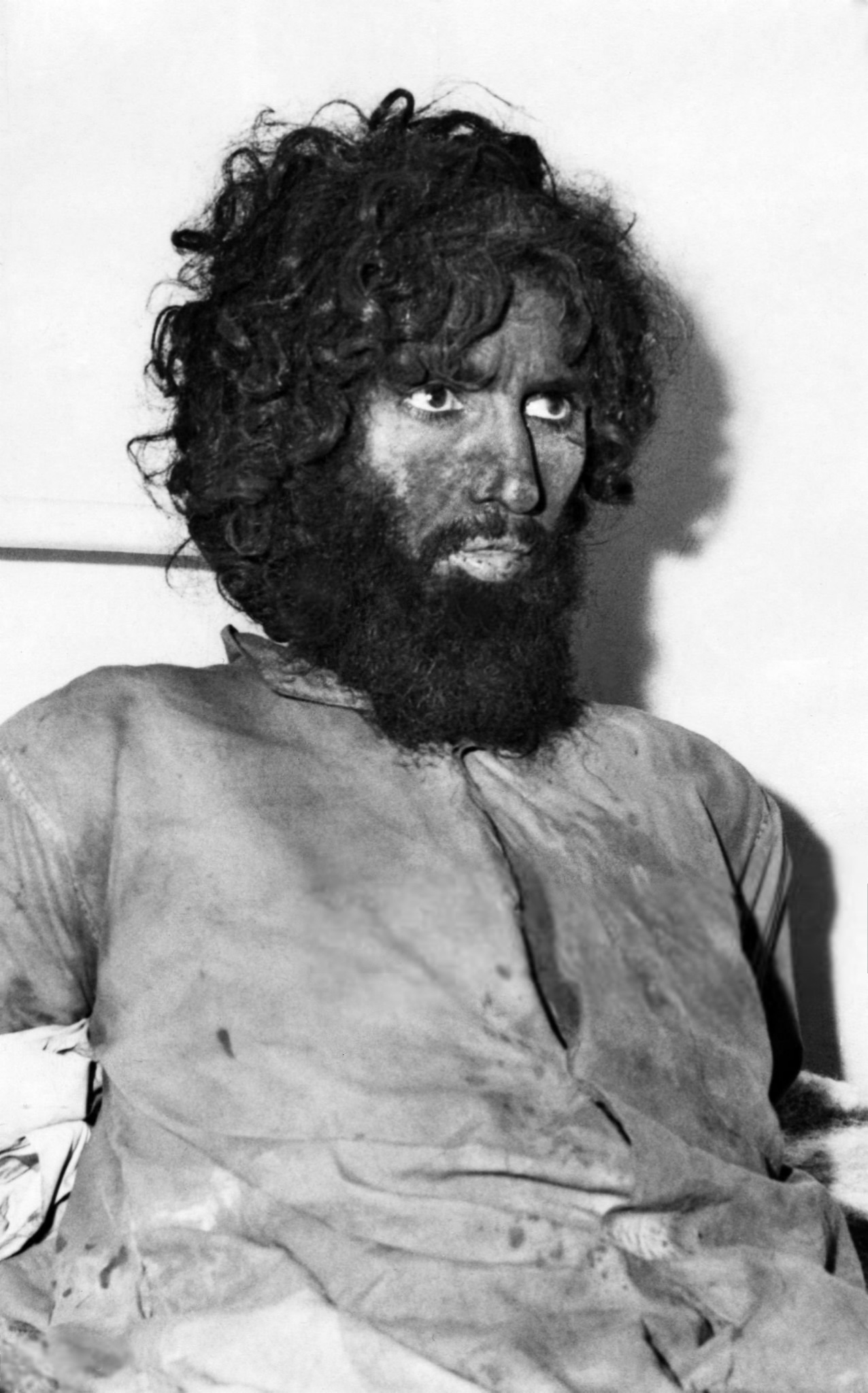
Juhayman al-Otayb, dirigente del Incidente de la Gran Mezquita

Debido a su naturaleza autoritaria y teocrática, la casa de Saúd ha recibido muchas críticas durante su gobernación de Arabia Saudí. Ejemplo de ellos es la revuelta de los Ijwan, durante los años 20. Los Ijwan eran guerreros de las tribus de la zona del Néyed que habían sido aliados de Ibn Saúd durante la unificación, y que ya habían sido críticos con él por utilizar la tecnología y por relacionarse con occidentales. Tras varios altercados, los Ijwan rebeldes fueron derrotados en la batalla de Sbila en 1929.
También ha habido agitaciones de grupos comunistas o de movimientos relacionados con una interpretación pietista del wahabismo, que rechaza innovaciones de diverso tipo y desprecia la política y las instituciones del Estado.
Dentro de la familia Saúd, Muhamad ibn Abd ul-Rahman y su hijo Jálid intentaron situar al segundo en la línea sucesoria debido a una discordancia con las políticas de modernización de Ibn Saú y a su tratamiento de los Ijwan. Con la muerte de Jálid en 1938 y la de Muhammad en 1943 acabó esta oposición.
También ha habido grupos de oposición en lo relativo al dominio del petróleo por parte de empresas extranjeras, como el Frente de Reformas Nacionales. Demandaba el fin de esta dominación, una constitución, prensa libre, la abolición de la esclavitud y una mejora en la educación.
El 20 de noviembre de 1979, el incidente de la Gran Mezquita vio el Masyid al-Haram en La Meca tomado violentamente por un grupo de quinientos disidentes saudíes, fuertemente armados y con suministros, anteriormente miembros de Ijwan de la tribu Otaibah pero también otros árabes de la península y unos egipcios enrolados en estudios islámicos en la Universidad de Medina.
Otro de los movimientos de oposición de mayor importancia es la Sahwa. Formada en los años 50 y 60, su ideología procede de una mezcla entre el wahabismo saudí y el pensamiento de los Hermanos Musulmanes, habiendo estudiado sus miembros a pensadores como Sayyid Qutb. Proponían una mayor participación del clero en el gobierno y rechazaban la presencia de tropas de Estados Unidos en territorio saudí. Con una presencia incipiente durante los años 80, tras su establecimiento como movimiento político a principios de los 90 perdió fuerza rápidamente, con una fuerte presión por parte del gobierno saudí.

## Reyes de la casa de Saúd

### Emirato de Diríyah, Primer Estado Saudí

Reyes de Arabia Saudí (en verde)

- Emir Muhammad bin Saúd (1744-1765)
- Emir Abdulaziz bin Muhammad (1765-1803)
- Emir Saúd bin Saúd (1803-1814)
- Emir Abdulah bin Saúd (1814-1818)

### Emirato de Néyed, Segundo Estado Saudí
- Emir Turki bin Abdulah (1823-1834)
- Emir Faisal bin Turki (1834-1838, 1843-1865)
- Emir Abd ul-Rahman bin Fáisal (1875-1876, 1889-1891)

### Reino de Arabia Saudita, Tercer Estado Saudí
- Rey Abdulaziz bin Saúd, "Ibn Saúd" (1902-1953)
- Rey Saúd bin Abdulaziz (1953-1964)
- Rey Fáisal bin Abdulaziz (1964-1975)
- Rey Jálid bin Abdulaziz (1975-1982)
- Rey Fahd bin Abdulaziz (1982-2005)
- Rey Abdulah bin Abdulaziz (2005-2015)
- Rey Salmán bin Abdulaziz (2015 - Actualidad)

### Príncipe Heredero que no llegó a ser coronado, Reino de Arabia Saudí
- Príncipe Sultán bin Abdul-Aziz al-Saúd (2005 - 2011)
- Príncipe Nayef bin Abdulaziz (2011 - 2012) ministro del interior
- Príncipe Muhammad bin Naif (2015-2017) ministro del interior

## Miembros actuales más notables
La familia Saud tiene una vastísima descendencia con cargos importantes en diversos organismos del Estado saudí y en otros ámbitos de la sociedad, a nivel nacional e internacional. Dado que el rey Abdulaziz tuvo 45 hijos, hacer un mapa de toda la dinastía Saud se hace casi imposible. No obstante, algunos ejemplos de estos notables son los siguientes:
- Muhammad bin Naif: Expríncipe heredero (2015-2017) y ministro del interior.
- Muhammad bin Salman: Príncipe Heredero actual.
- Talal bin Abdulaziz: llamado «el príncipe rojo» por sus posiciones aperturistas y a favor de una constitución.[36]
- Al Waleed bin Talal: hijo de Talal bin Abdulaziz. Inversor, calificado como el «Warren Buffet árabe» por su habilidad y su gran fortuna.
- Turki bin Salman: empresario.
- Abdullah bin Mutaib: atleta olímpico en la especialidad de salto ecuestre.
- Nayef bin Abdulaziz: anteriormente príncipe heredero y ministro del interior.
- Ahmed bin Abdulaziz: anteriormente ministro del interior.
- Saud bin Naif bin Abdulaziz
- Khalid al-Faisal bin Abdulaziz